# Gnathoncus turkmenicus
Gnathoncus turkmenicus är en skalbaggsart som beskrevs av Olexa 1992. Gnathoncus turkmenicus ingår i släktet Gnathoncus och familjen stumpbaggar.

## Underarter
Arten delas in i följande underarter:
- G. t. turkmenicus
- G. t. transcaucasianus